# Смолвил (сезон 1)
Вижте пояснителната страница за други значения на Смолвил.
Първи сезон на „Смолвил“, американски телевизионен сериал, започва излъчването си на 16 октомври 2001 г. по The WB. Първият сезон завършва на 21 май 2002 г., след 21 епизода. Сериалът е създаден от Алфред Гоф и Майлс Милар. Редовният снимачен екип на първи сезон включва Том Уелинг, Майкъл Роузенбаум, Кристин Крюк, Анет О'Тул, Джон Шнайдер, Сам Джоунс III, Алисън Мак и Ерик Джонсън в ролята на Уитни Фордман. Първият сезон се съсредоточава върху Марта и Джонатан Кент (О'Тул и Шнайдер), които се опитват да помогнат на осиновения си син Кларк (Уелинг) да се справи с мисълта за извънземния си произход и да контролира развиващите му се способности. Кларк трябва да се справи със заразени от метеорити хора, които започват да се появяват навсякъде из Смолвил, с любовта си към Лана Ланг (Крюк), и с невъзможността си да сподели с двамата си приятели, които означават най-много за него, Пит Рос (Джоунс III) и Клои Съливан (Мак), истината за това кой е той всъщност. Кларк също се сприятелява с Лекс Лутър (Розенбаум).
„Смолвил“ се снима най-вече във Ванкувър, Канада, а следпродукционната работа се извършва в Лос Анджелис. Ал Гоф и Майлс Милар, създатели на шоуто, са съставили няколко идеи, които да помогнат в създаването на истории всяка седмица. От тези идеи, сюжетните линии „злодей на седмицата“ са най-често използваните в първия сезон. Физическите ефекти, гримирането и компютърногенерирания външен вид стават важна част от първия сезон. Графиците за бързи снимки понякога карали гостуващите актьори да извършват физически акробатични номера, а основните герои на сериала били повече от готови да изпълняват такива. Бюджетите на епизодите трябвало стриктно да се спазват, защото шоуто често прехвърляло бюджета си в първата половина на сезона.
Когато сезонът е излъчен за първи път, пилотният епизод счупва няколко рекорда за рейтинг на „WB“ и е номиниран за награди. След такова начало и толкова счупени рекорди, останалата част от сезона остава с добър рейтинг и спечелва няколко награди като цяло. Критическото възприемане е главно благоприятно. Сюжетните линии със злодея на седмицата са критикувани, но сезонът е описан като обещаващо начало. Продуцентите приемат критиките относно злодеите на седмицата и заявяват, че ще положат усилия да поправят това устройство за втория сезон.

## Епизоди
| Заглавие | Сценарист(и)                 | Режисьор(и)                    | Дата на излъчване   | Еп. № |
| --- | ---------------------------- | ------------------------------ | ------------------- | ----- |
| „Pilot“ („Пилотен“) | Алфред Гоф, Майлс Милар      | Дейвид Нътър                   | 16 октомври 2001 г. | 1     |
| Метеоритен дъжд пада в Смолвил и заедно с него едно малко момче. Дванайсет години по-късно, осиновен от Марта и Джонатан Кент, Кларк се мъчи да разбере кой е. След като спасява Лекс Лутър от пътна злополука, двамата бързо се сприятеляват. Джонатан съобщава на Кларк, че е от друга планета, и разкритието го кара да избяга от вкъщи. След като споделя интимен момент с Лана Ланг, Кларк насилствено става жертва в училищен ритуал на тормоз. Джеръми Крийк, тийнейджър, който е останал в кома след първия метеоритен дъжд, се събужда и тръгва да отмъщава на онези, които са го наранили. След това той решава да причини същото и на останалите ученици на „Гимназия Смолвил“, но Кларк пристига навреме, за да го спре.                                                         |                              |                                |                     |       |
| „Metamorphosis“ („Метаморфоза“) | Алфред Гоф, Майлс Милар      | Майкъл Уаткинс, Филип Сгриксиа | 23 октомври 2001 г. | 2     |
| Грег Аркин е обсебен от Лана Ланг и колекцията си от насекоми, облъчени от метеоритните камъни. Грег става участник в пътна злополука заедно с насекомите си, които се освобождават от кутиите си и започват да го жилят, като по този начин го превръщат в създание, наполовина човек и наполовина насекомо. Бързо преминавайки през метаморфоза, Грег си набелязва за цел Лана. След като атакува Уитни в конюшнята, Грег отвлича Лана. Клои и Кларк откриват истината за Грег и намеренията му за Лана. След като говори с Уитни, Кларк разбира къде Грег е отвел Лана и отива да я спаси. По време на битката Грег косвено се самоубива. Преди Кларк да успее да се върне при Лана, Уитни пристига и си приписва заслугата за спасяването на живота ѝ.                                   |                              |                                |                     |       |
| „Hothead“ („Разгорещен“) | Грег Уокър                   | Грег Биймън                    | 30 октомври 2001 г. | 3     |
| Запарена с метеоритни камъни сауна дава на треньора Арнолд способността да запалва огън. След като няколко футболни играчи са хванати да преписват, Клои открива, че треньорът ги е снабдил с изпита, на който са преписвали. Треньорът Арнолд кара Кларк да се присъедини към футболния отбор и Кларк се съгласява срещу волята на баща си. Джонатан пристига на футболната тренировка на Кларк само за да се убеди, че синът му няма да нарани никого със способностите си. След като треньорът Арнолд опарва един от футболните играчи и се опитва да убие Клои, Кларк го предизвиква лице в лице преди футболния мач. Яростта на треньора взема връх и той е погълнат от собствените си пламъци, докато се бие с Кларк.                                                                  |                              |                                |                     |       |
| „X-Ray“ („Рентген“) | Марк Верхайден               | Джеймс Фроли                   | 6 ноември 2001 г.   | 4     |
| Лекс Лутър обира банката в Смолвил и запраща Кларк през прозореца на магазин. Докато Кларк гледа Лекс, зрението му започва да се променя и той вижда скелета на Лекс, който свети в зелено. Всички обвинения са свалени от Лекс, когато се оказва, че някой го е олицетворил. С помощта на рентгеновото си зрение Кларк открива, че Тина Гриър има способността да се превръща в когото си поиска. Обсебеността ѝ от Лана води Кларк право при нея и след кратка битка той я поваля в безсъзнание, за да могат властите да я арестуват. Лекс наема Роджър Никсън (Том О'Брайън), журналист от в. „Инквизитор“ („Inquisitor“), за да открие как е оцелял след злополуката, при която е паднал с Поршето си през моста.                                                                        |                              |                                |                     |       |
| „Cool“ („Студ“) | Майкъл Грийн                 | Джеймс Контнър                 | 13 ноември 2001 г.  | 5     |
| По време на купон близо до езерото Кратер, Шон Келвин пада в замръзналото езеро и се завръща с неутолим глад за топлина, благодарение на метеоритните камъни на дъното на езерото. В опитите си да остане топъл, Шон трябва да изсмуче топлината от всеки, когото може. Шон опитва да изсмуче топлината от Клои, но Кларк е там да го спре. Семейство Кент се срещат с Лекс, за да обсъдят финансовите си проблеми, за които Лекс вярва, че има решение. Кларк открива Шон, който се е запътил към Имението на Лутър, но е оставен замразен, когато Шон изсмуква топлината от тялото му. Тялото на Кларк отново се стопля и той пристига в имението точно когато Шон се готви да атакува Марта. По време на битката Кларк хвърля Шон в езеро, което веднага замръзва с Шон вътре.            |                              |                                |                     |       |
| „Hourglass“ („Ясновидство“) | Дорис Еган                   | Крис Лонг                      | 20 ноември 2001 г.  | 6     |
| Кларк се запознава със сляпа възрастна жена на име Касандра Карвър. Касандра получава предчувствени видения, когато докосне някого, и когато докосва Кларк двамата виждат Кларк заобиколен от надгробните плочи на всички, които обича. Лекс посещава Касандра, след като изслушва Кларк, и видението ѝ за него е свързано с кръв, валяща от небето. Хари Болстън, възрастен мъж в старчески дом, пада в пълно с метеоритни камъни езерце, което обръща процеса на стареене. Хари използва новопридобитата си младост, за да отмъсти на децата на съдебните заседатели, които са го осъдили за убийство десетилетия по-рано, един от които е бил бащата на Джонатан. Кларк успява да спре Хари преди той да успее да убие Марта, която случайно е вкъщи, когато Хари идва да търси Джонатан. |                              |                                |                     |       |
| „Craving“ („Глад“) | Майкъл Грийн                 | Филип Сгриксиа                 | 27 ноември 2001 г.  | 7     |
| На Джоди Мелвил ѝ е омръзнало да е дебела, затова създава своя собствена диета, която се състои от зеленчуци, заразени от метеоритни камъни. Новата диета я кара да губи тегло по-бързо, отколкото може да понесе, което я кара да изсмуква човешки мазнини, за да задоволи ненаситния си глад. Когато Пит пристига, за да я вземе на училищния бал, гладът ѝ надделява и тя се опитва да се угои с Пит. Клои и Кларк откриват истината за това как Джоди е свалила теглото си и Кларк бързо отива до къщата ѝ, за да спаси Пит. Кларк спира Джоди преди да убие Пит и ѝ осигурява помощта, от която се нуждае, за да поддържа здравословно телго. Лекс започва да се интересува от ефектите на метеоритните камъни и спонсорира изследването на зелените метеоритни отломки.                |                              |                                |                     |       |
| „Jitters“ („Трептения“) | Чери Бенет, Джеф Готесфелд   | Грег Биймън, Майкъл Уоткинс    | 11 декември 2001 г. | 8     |
| ЛутърКорп експериментира с метеоритни камъни и прекаленото излагане на Ърл Дженкинс на тях му причинява развитието на яростни пристъпи. Гимназия „Смолвил“ изпраща група ученици на посещение с учебна цел в местния завод на ЛутърКорп и Ърл ги взема за заложници в опита си да стигне до „Ниво 3“, за което Лайнъл Лутър (Джон Глоувър) твърди, че не съществува. Кларк се опитва да помогне на Ърл, но радиацията на кожата му от метеоритните камъни е смъртоносна за него. Кларк открива „Ниво 3“, след като Лекс се разменя за заложниците. Кларк показва „Ниво 3“ на Ърл и Лекс, когато Ърл получава пристъп, застрашавайки и тримата. Кларк успява да опази всички живи и Лекс публично заявява, че ЛутърКорп ще открие лек за състоянието на Ърл.                                  |                              |                                |                     |       |
| „Rogue“ („Мошеник“) | Марк Верхайден               | Дейвид Карсон                  | 15 януари 2002 г.   | 9     |
| Сам Фелан, корумпирано ченге от Метрополис, става свидетел на това как Кларк използва способностите си, за да спре автобус, и решава да ги използва в своя полза. Фелан се опитва да изнуди Кларк, но Кларк го измамва. За да даде урок на Кларк, Фелан натопява Джонатан за убийство и принуждава Кларк да му помогне да открадне безценния нагръдник на Александър Велики. Измамвайки го отново, Кларк предупреждава охраната за кражбата. Фелан е застрелян, след като се опитва да се измъкне със стрелба, и обвиненията са свалени от Джонатан, когато адвокатите на Лекс пристигат. Лекс и старото му увлечение, Виктория Хардуик (Кели Брук), съставят план, за да превземат корпорациите на бащите си.                                                                               |                              |                                |                     |       |
| „Shimmer“ („Блещукане“) | Марк Верхайден, Майкъл Грийн | Д. Дж. Карузо                  | 29 януари 2002 г.   | 10    |
| Ейми Палмър е обсебена от Лекс. След като открива, че розите на Лекс отделят течност за невидимост заради метеоритните камъни в почвата, някой рещава да се увери, че Лекс знае, че Виктория не е за него. Виктория е изкарана насила от къщата, след като почти е убита от невидим нападател. Ейми е набедена за атаката, когато часовник, който майката на Лекс му е подарила, е открит в шкафчето на Ейми. Оказва се, че нападателят е брат ѝ Джеф, и той се опитва да убие Лекс. Кларк успява да се изправи срещу Джеф в имението на Лекс и използвайки боя задържа Джеф видим достатъчно дълго, за да бъде арестуван. |                              |                                |                     |       |
| „Hug“ („Прегръдка“) | Дорис Еган                   | Крис Лонг                      | 5 февруари 2002 г.  | 11    |
| Боб Рикман притежава способността да подчинява околните на волята си, заради инцидент с метеоритните камъни преди години. Рикман има планове да отвори нов завод за пестициди в Смолвил и за тази цел се нуждае от фермата на Кент. Рикман използва способностите си, за да убеди Джонатан да продаде фермата. Кларк търси Кайл Типет за помощ, след като научава, че двамата били продавачи, които заедно били хванати в метеоритния дъжд. Рикман използва способността си, за да убеди Лекс да убие Кларк и Кайл. Докато Кларк се бие с Лекс, Кайл, който умее да контролира по-добре способностите си, принуждава Рикман да отнеме собствения си живот. |                              |                                |                     |       |
| „Leech“ („Кражба“) | Тимъти Шлатман               | Грег Биймън                    | 12 февруари 2002 г. | 12    |
| По време на екскурзия с учебна цел, светкавица удря Кларк и негов съученик, Ерик Самърс, докато Ерик държи парче метеоритен камък. Силите на Кларк са прехвърлени на Ерик, позволявайки на Кларк най-накрая да заживее нормален живот. В началото Ерик използва силите за добро, но способностите започват да влизат в главата му и той започва да злоупотребява с тях. След като е ранен в битка с Ерик, Кларк решава да жертва шанса си за нормален живот, за да може Ерик да не нарани никого повече. С надеждата, че е получил и слабостта му заедно със силата, Кларк се изправя срещу Ерик в близост до електрически генератор и използва електричеството, заедно с метеоритен камък, за да си върне силите.                                                                           |                              |                                |                     |       |
| „Kinetic“ („Кинетика“) | Филип Левенс                 | Робърт Сингър                  | 26 февруари 2002 г. | 13    |
| След като изгубва футболната си стипендия, Уитни започва да излиза с някакви бивши атлети. Атлетите използват напоени с метеоритни камъни татуировки, за да си придадат способността да минават през твърди предмети. Крадците обират имението на Лекс и Клои е тежко ранена, когато Кларк не успява да стигне до нея навреме, след като е отслабен от татуировките от метеоритни камъни на крадците. Крадците решават да присъединят Уитни, но той променя мнението си. Кларк помага на Уитни и Лекс, който сега бива изнудван, да се преборят с крадците. С отслабването на силите им заради прекаленото използване на серума, Кларк успява да ги усмири. |                              |                                |                     |       |
| „Zero“ („Нула“) | Алфред Гоф, Майлс Милар      | Майкъл Кейтълман               | 12 март 2002 г.     | 14    |
| Миналото на Лекс се връща да го преследва, когато Джуд Ройс, мъж, за който се предполага, че е мъртъв, се появява след три години и отвлича Лекс. Измъчва го в опит да накара Лекс да разкрие истината за прикриването на смъртта на Джуд. Оказва се, че братът на бившата годеница на Джуд е истинският организатор, след като е открил някой съгласен да премине през хирургия, за да прилича на Джуд. Разгневен заради самоубийството на сестра си, за което той вярва, че е по вина на Лекс, той иска Лекс да плати за смъртта ѝ. Кларк спасява живота на Лекс, но се притеснява за миналото на Лекс. По време на училищен проект, Клои разкрива непоследователност в осиновяването на Кларк и това напряга приятелството им.                                                            |                              |                                |                     |       |
| „Nicodemus“ („Никодимус“) | Майкъл Грийн                 | Джеймс Маршал                  | 19 март 2002 г.     | 15    |
| Д-р Стивън Хамилтън (Джо Мортън) използва метеоритните камъни, за да възкреси отровно цвете, Никодимус, което е изчезнало от 100 години. Цветето кара всеки, когото напръска, да загуби всякакви задръжки. Джонатан, Лана и Пит са заразени с токсините на цветето и започват да се държат неприсъщо. Кларк успява да попречи и на тримата да наранят себе си или някого другиго. След известно време токсините на цветето карат жертвата да изпадне в кома и накрая да умре. Лекс, недоволен, че д-р Хамилтън е прекарвал времето си да възкресява опасни растения, изпраща екип от специалисти да създадат лек за отровата. Лекът е създаден навреме, за да спаси Джонатан, Лана и Пит. |                              |                                |                     |       |
| „Stray“ („Изгубен“) | Филип Левенс                 | Пол Шапиро                     | 16 април 2002 г.    | 16    |
| Райън Кели, младо момче, което може да чете мисли, е експлоатирано от доведените си родители, които използват дарбата му за криминални дейности. Райън се измъква и тръгва да бяга. Марта го удря с колата си, докато пресича тичешком пътя в тъмното. Семейство Кент решават да приберат Райън у дома, където той веднага се свързва с Кларк. Доведеният баща на Райън го открива в Смолвил и го отвлича. Той се опитва да използва способностите на Райън, за да открадне парите за попечителство на Лекс. Кларк идва на помощ на Райън, преди доведеният му баща да може да го убие. Лелята на Райън е открита и се съгласява да поеме грижите за него. |                              |                                |                     |       |
| „Reaper“ („Смърт“) | Камерън Литвак               | Теренс О'Хара                  | 23 април 2002 г.    | 17    |
| Докато се опитва да помогне на самоубийството на болната си майка, Тайлър Рандал случайно пада от прозорец и парче метеоритен камък се забива в китката му, докато умира. Когато следователя премахва камъка от китката му, Тайлър се съживява. Когато Тайлър докосне някого или нещо, то мигновено се превръща в пепел и умира. Убеден че помага, Тайлър се опитва да облекчи болката на умиращия баща на Уитни. Кларк пристига навреме, за да го спре и да му каже, че майка му все още е жива. Мислейки, че майка му няма да приеме чудовището, в което се е превърнал, Тайлър отнема собствения си живот. |                              |                                |                     |       |
| „Drone“ („Търтей“) | Майкъл Грийн, Филип Левенс   | Майкъл Кейтълман               | 30 април 2002 г.    | 18    |
| Провеждат се избори за президент на випуска и Пит номинира Кларк. Макар в началото да е скептичен, скоро той започва да харесва идеята. Конкурентен кандидат, Саша Удман, не харесва съперничеството и изпраща рояци пчели да се погрижат за останалите състезатели. Скоро пчелите стават недоволни от Саша и се обръщат срещу нея. Лайнъл наема журналист да напише унищожително разкритие за Лекс, но Лекс успява да го прикрие, когато повишава журналиста в редактор. Лана става безмилостна заради „Талон“ и докладва на Здравната комисия за конкурентното кафене, „Гостилницата“. |                              |                                |                     |       |
| „Crush“ („Увлечение“) | Алфред Гоф, Майлс Милар      | Джеймс Маршал                  | 7 май 2002 г.       | 19    |
| След като е блъснат от кола и загубва ръцете си, с които рисува, Джъстин Гейнс получава неочаквана телекинетична дарба. Джъстин използва новата си дарба, за да си отмъсти на онези, които са го повредили. Джъстин се сближава с Клои и я използва, за да разбере самоличността на шофьора, който го е блъснал и е избягал. Джъстин убива директора Куан (Хиро Канагава), вярвайки, че той е шофьорът, който го е ударил, и се обръща срещу Клои, когато тя открива, че той убива хора. Кларк поваля Джъстин в безсъзнание, преди той да успее да убие Клои. Бащата на Уитни, който има сърдечни проблеми, умира. |                              |                                |                     |       |
| „Obscura“ („Видения“) | Марк Верхайден, Майкъл Грийн | Теренс О'Хара                  | 14 май 2002 г.      | 20    |
| Експлозия в близост до метеоритни камъни дава на Лана способността да вижда през очите на друг човек. Лана гледа през погледа на непознатия, докато той отвлича Клои. Лана и Кларк се опитват да използват дарбата ѝ, за да открият Клои. Похитителят се оказва ченге, търсещо лесно повишение. Уитни открива някакви военни медали, които баща му е спечелил, и го приема като знак, че трябва да направи нещо различно с живота си. Лекс научава за кораб, който се е разбил по време на метеоритния дъжд, и открива осмоъгълен диск, изработен от сплав, която не може да бъде открита на Земята. |                              |                                |                     |       |
| „Tempest“ („Буря“) | Филип Левенс, Алфред Гоф     | Грег Биймън                    | 21 май 2002 г.      | 21    |
| Лайнъл Лутър затваря завода в Смолвил и обвинява Лекс; Лекс решава да започне изкупуване на местния завод от чиновници, за да запази работата на всички и да изкове собственото си бъдеще с ЛексКорп. Уитни решава да се присъедини към Военноморските сили и напуска Смолвил. Роджър Никсън научава истината за Кларк и решава да разкрие тайната му на света. Докато Лана кара към вкъщи след като е изпратила Уитни до автогарата, три торнада се приземяват и я избутват от пътя. Когато новината е обявена на училищния бал, Кларк се втурва да се увери, че Лана е добре. Кларк открива Лана точно когато тя е всмукана от торнадо, и се хвърля вътре след нея. |                              |                                |                     |       |